# محمد يحظيه ولد بريد الليل
محمد يحظيه ولد ابْريْد الليل هو كاتب وسياسي ووزير موريتاني سابق (1944– 13 يناير 2021) تقلد منصب وزارة الإعلام في بلاده في فترة حكم العسكر بعد الإطاحة بحكم الرئيس المختار ولد داداه الذي حكم البلاد في السنوات الـ18 الأولى بعد الاستقال (1960– 1978)، ويعتبر أحد الرموز التاريخية للحركات القومية العربية في البلاد، والقائد التاريخي لحركة البعثيين فيها.